# John Holland (atleta)
John Macfarlane Holland (Auckland, 20 dicembre 1926 – 9 giugno 1990) è stato un ostacolista neozelandese.

## Palmarès

### Olimpiadi
- Bronzo a Helsinki 1952 nei 400 metri ostacoli.

### Giochi dell'Impero Britannico
- Argento a Auckland 1950 nelle 440 iarde ostacoli.
- Bronzo a Auckland 1950 nella staffetta 4x440 iarde ostacoli.